# Охридска бабушка
Охридска бабушка (Rutilus ohridanus) е вид дребна сладководна риба от семейство Шаранови.

## Разпространение
Видът е балкански ендемит, който се среща в Северна Македония, Албания и Черна гора. Местообитанията му са ограничени и видът се среща единствено в Охридското и Шкодренското езеро.